# Rochoso
Rochoso is een plaats (freguesia) in de Portugese gemeente Guarda en telt 343 inwoners (2001).